# Funeral for a Fiend
«Funeral for a Fiend» — восьмой эпизод девятнадцатого сезона мультсериала «Симпсоны». Премьера эпизода состоялась 25 ноября 2007 года.

## Сюжет
Гомер идет в техноцирк, чтобы купить батарейки для камеры, но в итоге покупает там TiVo, потому что батареи становятся бесплатными при покупке TiVo. Семья с помощью TiVo смотрит телевизор без рекламы, особенно Мардж, которая с радостью пропускает её. Однажды поздно ночью, Мардж видит Кита Олбермэнна на экране телевизора, обвиняющего её в том, что она не смотрит рекламные ролики, которые платят за ТВ-шоу, и убеждает её смотреть их. Одно из таких объявлений о новом ресторане рёбрышек, принадлежащем ковбою по имени Пол Мяснотекка. Ресторан прекрасно подходит для каждого члена семьи, и они решают посетить его торжественное открытие.
Когда они приходят, они входят в пустое здание, после чего за ними закрываются дверные замки. Пол Мяснотекка оказывается Сайдшоу Бобом после того, как Лиза узнаёт его голос и понимает, что «Семейная сеть баров „Рёбрышки от Пола Мяснотекки“» является анаграммой «Сайдшоу Боб и кровопролитная семейная месть». После связывания Симпсонов Боб показывает им слайд-шоу про то, что он попал в Спрингфилд после того, как Красти предотвратил убийство Симпсонов Бобом в Италии, построил ресторан и выпустил рекламу. Затем Сайдшоу Боб кладёт большой стог взрывчатки, которой он убьёт их, используя ноутбук с дефектной батареей (он перегреется и взорвётся) в качестве детонатора. Злорадствуя, Боб неправильно цитирует фразу из Макбета, и Лиза поправляет его. Он пытается найти правильное выражение, но ноутбук взрывается в руках Боба. Он арестован и доставлен в суд.
Во время суда Боба, его отца, доктора Роберта Тервиллигера-старшего, приводят к даче показаний. Он объясняет, что Боб обладает врождённым пороком сердца, а также предполагает, что Сайдшоу Боб сошёл с ума из-за его давней вражды с Бартом. Сайдшоу Боб спрашивает, мучился ли кто-то от шалостей Барта, на что каждый отвечает положительно. Он убеждает весь Спрингфилд в то, что Барт, в конечном счёте, виноват, и они отворачиваются от него. Барт доказывает свою невиновность, после чего Боб достаёт флакон, помеченный как нитроглицерин, который Барт выхватывает и выбрасывает в окно, думая, что это была взрывчатка. Флакон на самом деле оказался лекарством для сердца Боба, который падает на пол без сознания и умирает.
Вся семья Боба присутствует на похоронах: его мать, Джудит Андерданк, известная Шекспировская актриса; его отец, доктор Роберт Тервиллиджер-старшего, его брат Сесил, который был выпущен из тюрьмы по этому случаю; его жена Франческа, который стала вдовой; и его сын, Джино. Многие постоянные жители Спрингфилда также присутствуют на похоронах. Чувствуя себя немного виноватым, Барт разговаривает с Сесилом и решает поехать в Похоронное бюро Спрингфилда, чтобы помириться с трупом Боба, прежде чем он будет кремирован, однако Боб поднимается из гроба живым и бросает Барта в гроб, чтобы сжечь его, все время злорадствуя над своим старым врагом. Благодаря Милхаусу Лиза понимает, что всё было искусно спланировано и сделано Бобом и его семьёй. Она объясняет это тем, что Боб, чья мать была актрисой, знал Шекспира слишком хорошо, чтобы случайно неправильно его процитировать, и что он, наверное, поступил так намеренно, чтобы его поймали, и дело дошло до суда, где он был помещен во временное, подобное смерти состояние, вызванное с помощью особой наркотической инъекцией, сделанной его отцом, доктором. Симпсоны бегут в похоронное бюро и успели спасти Барта от сожжения заживо, ослепляя Боба неизвестным прахом.
Затем полицейские прибывают и арестовывают Тервиллигеров. Разгромленный Боб спрашивает Лизу, как она раскусила его план, и Лиза объясняет, что у неё возникли подозрения, когда в гробу Боба было дополнительное место для его больших ног, так как семья, скорее всего, не стала бы платить за комфорт мертвеца. Боб и его семья приговариваются к тюремному заключению на 87 лет, где невменяемый Боб грезит убийством семьи Симпсонов и маниакально смеётся.

## Культурные отсылки
- Название эпизода является отсылкой к песне Элтона Джона «Funeral for a Friend/Love Lies Bleeding».
- Семья из «Фрейзер» повторяется в этом эпизоде: Келси Грэммер и Дэвид Хайд Пирс играют братьев, а Джон Махони — их отца.
- Песня «Прощай, Сайдшоу Боб», которую пел Клоун Красти, является пародией на песню Элтона Джона «Candle in the Wind 1997», посвящённую принцессе Диане.
- Когда Боб ищет цитату из «Макбета», он говорит: «Ну, загружайся быстрее, Википедия!»
- Когда Мардж и Гомер спасают Барта, Гомер говорит: «Мардж, он должен избавиться от боязни гробов!», что отсылает к эпизоду «Tennis the Menace», в котором Барт попадает в гроб и начинает паниковать.
- В переводе канала 2X2 лягушка в рекламе о новом законопроекте упоминает фирму Union Carbide.

## Отношение критиков и публики
9 000 000 зрителей посмотрели эпизод во время его первого показа. Роберт Кэннинг из IGN дал эпизоду 6.2 из 10, сказав, что там были некоторые приятные сцены, но полчаса уступали в численности моментам смеха вслух, и конечный план Боба не выглядит очень удивительным. Ричард Келлер из tvsquad.com сказал, что в то время как у Пирса и Махони были свои моменты, то для Грэммера этот эпизод Сайдшоу Боба трещит по швам. Келлер продолжал утверждать, что по большей части на этой неделе эпизод был занимателен; кроме того, он также принёс немного преемственности в шоу, чего-то, что приходит и уходит на программе.